# Paganini (album)
Paganini è un album in studio del gruppo musicale italiano Buio Pesto, pubblicato nell'aprile 2002.

## Descrizione
Il disco contiene canzoni inedite dei Buio Pesto e speciali cover di canzoni famose come 50 Special dei Lùnapop o come Everybody Get Up dei 5ive. L'album ha venduto 8 000 copie.

## Tracce
Musica e testi di Massimo Morini e Massimo Bosso
1. Maniman – 4:17
2. Belin – 4:47
3. Coscì – 35:11
4. Contilla grossa – 2:08
5. Chi se gh'a pensa – 3:48 con Maurizio Borzone
6. Tutti quanti ghe dan – 3:14 sulla base di Everybody Get Up dei 5ive
7. Rum Picasso – 4:23 con Max Parodi
8. Boggiasco – 5:22
9. Pin de Musse - Remix – 4:44 con la partecipazione di Radio Babboleo
10. A l'è finia – 1:14 sulla base di Don't Cry for Me, Argentina di Andrew Lloyd Webber e Tim Rice
11. Lambretta 50 – 3:04 sulla base di 50 Special di Cesare Cremonini
12. T'ou chì t'ou là – 2:43 sulla base di Djobi Djoba dei Gipsy Kings
13. In ti guai – 4:15 sulla base di Digital Love di Amii Stewart
14. Capriccio V – 2:19
15. Finale – 4:52
16. Belin (Sbraggia anche ti!) – 4:47

## Formazione
- Massimo Morini – voce e tastiera
- Davide Ageno – chitarra e voce
- Nino Cancilla – basso
- Danilo Straulino – batteria
- Federica Saba – voce
- Gianni Casella – voce
- Massimo Bosso – testi e voce